# حديقة الملك عبد الله
حديقة الملك عبد الله (العربية: Formerly) ، سابقا ميدان الملز, هو منتزة حضاري وميدان سابق للخيول في الملز، الرياض، المملكة العربية السعودية بجوار استاد الأمير فيصل بن فهد. وكانت الساحة التي تغطية قدرها 31.8 هكتار (79 أكر)، كانت الساحة بمثابة حقل للفروسية من الأيام الأولى عندما تم توحيد السعودية. حتى عام 2002, قبل إن يعاد فتحها كأكبر حديقة عامة في المملكة في عام 2013. وتشتهر الحديقة بممر المشاة الذي يبلغ عرضه 12 مترا، ونافورة الليزر العملاقة التي يبلغ طولها 110 أمتار و ايضاً البحيرة الاصطناعية، وتغمر الحديقة من قبل الزوار خلال مواسم الأعياد عيد الفطر، عيد الأضحى والأحداث المنظمة في العلن مثل اليوم الوطني السعودي حيث يعرض المنتزة الألعاب نارية قبيل منتصف الليل.

## التاريخ

### ميدان الملز
بعد فترة وجيزة من تأسيس المملكة العربية السعودية في عام 1932 من قبل الملك عبد العزيز، ميدان الملز سباق الخيل أحداث للملك، الذي كان رياضته المفضلة وفي النهاية تم التعرف على المنطقة المحيطة بها باسم «الملز». بعد صعود الملك سعود في عام 1953 بدأ نقل الوزارات من جدة إلى الرياض وأطلقت مشروع إسكان للموظفين، وبذلك حولت المنطقة إلى حي حضاري بين عامي 1953 و 1957 وجعلت من الصعب تدريجياً على استدامة سباق الخيل.
في سنة 1965 ، في عهد الملك فيصل وافق كلً من الأمير عبد الله والأمير سلمان انذاك و دفعوا إنشاء نادي الفروسية في الساحة. الأمير سلمان ووجهت التعليمات وزارة العمل والشؤون الاجتماعية لإصدار قرار لإنشاء نادي الفروسية الذي وقع عليه من قبل الملك فيصل و سلمت رئاسة النادي إلى الأمير عبد الله. وكانت الساحة أيضا وجهة شعبية للعديد من الشخصيات الأجنبية ورؤساء الدول بين عامي 1968 و 2002 ، بما في ذلك الملكة إليزابيث الثانية، جيوفاني ليوني، أنديرا غاندي، قابوس بن سعيد، فاليري ديستان d، إلخ.
بحلول خريف 1990s, الملز أصبح حي تجاري وسكني شهير، مما جعل من الصعب على ميدان الفروسية استضافة سباق الخيل. وفي سنة 1997, ولي العهد عبد الله وجة تعليمات تنص على نقل نادي الفروسية إلى ضواحي الرياض وكان يخطط بتحويل الساحة إلى حديقة عامة وإعدادها في عام 2001.

### حديقة الملك عبد الله
في عام 2003 ، تم تسليم ساحة الملز إلى أمانة الرياض، وأعلن أنه سيتم تحويلها في القريب العاجل إلى حديقة عامة.
وفي فبراير 2010 ، تم توقيع مشروع بناء الحديقة لمدة ثلاث سنوات من قبل الأمير سلمان محافظ الرياض الحادي عشر في ذلك الوقت مع شركة روابي فايفة للزراعة والمقاولات. وتم رصد المشروع في وقت لاحق من قبل , الأمير سطام بن عبد العزيز آل سعود حتى وفاته في فبراير 2013.

### الافتتاح
الجدير بالذكر، أن الحديقة تم افتتاحها في 02 أكتوبر 2013 من قبل الأمير خالد بن بندر آل سعود والأمير تركي بن عبد الله بن عبد العزيز آل سعود، محافظ ونائب محافظ الرياض. وحضر حفل الافتتاح العديد المسؤولين الرفيعين وايضاً جانب من الدبلوماسيين.